# Gemini Home Entertainment
Gemini Home Entertainment es una serie web de antología, de terror analógico creada por Remy Abode y lanzada periódicamente en un canal de youTube del mismo nombre. La serie tiene lugar en las décadas de 1980 y 1990  y se presenta como una serie de clips de VHS producidas por varias empresas ficticias y distribuidas por la homónima empresa.
Aunque superficialmente autónomos y explorando una variedad de temas como, la vida silvestre y la astronomía, los clips también cuentan una historia general de invasión extraterrestre y el inminente fin del mundo.

## Premisa
La historia general de Gemini Home Entertainment se desarrolla en las décadas de 1980 y 1990  y se cuenta a través de clips de cintas VHS distribuidas por la empresa ficticia Gemini Home Entertainment. Las cintas son una mezcla de clips educativos, comerciales anunciados de servicio público y vídeos caseros, producidas por varias compañías ficticias como REGNAD Computing, Harbinge Technologies y Optica! Video. Las motivaciones, la moral y contenido varían entre las empresas. Los vídeos se completan con música lo-fi que recuerdan a los vídeos de la vida real.
Los diferentes episodios son superficialmente autónomos y exploran diferentes temas como la vida silvestre, la inteligencia artificial y el sistema solar, pero juntos construyen una narrativa cohesiva y sirven para documentar el inminente fin del mundo. La historia de Gemini Home Entertainment presenta una invasión extraterrestre y parasitismo y combina elementos de horror cósmico, horror corporal y mitología nativa americana. La serie incluye amenazas como criaturas extraterrestre ("Woodcrawlers") que utilizan a los humanos como "recipientes", una enfermedad ficticia llamada "Enfermedad de raíces profundas" y una planta u hongo llamado "La burla de la naturaleza" que mutila a las personas con las que entra en contacto. Los vídeos generalmente comienzan de una manera mundana antes de incorporar elementos de terror. El antogonista central es, The Iris, un planeta consciente o una entidad similar a un planeta que está planeando una invasión al  Sistema Solar e influye en la vida de la tierra.

## Episodios
La serie consta de 17 episodios, los primeros 16 episodios tienen una duración entre 6 y 8 minutos, y el último siendo el más corto de toda la serie con una duración de 3:43 minutos.  

### Full Boxset(2019–2021)
| N.º en serie | Episodio | Título                         | Dirigido por | Escrito por | Duración | Fecha de emisión original |
| --- | -------- | ------------------------------ | ------------ | ----------- | -------- | ------------------------- |
| 1 | 1        | «WORLD'S WEIRDEST ANIMALS»     | Remy Abode   | Remy Abode  | 8:09     | 17 de noviembre de 2019   |
| Esta cinta, que sirve como episodio piloto, es un video informativo que narra varios animales en las zonas rurales de Minnesota. Se da información sobre los dos primeros animales (La gallina de las praderas y la lechuza llanero), principalmente sobre sus hábitats y comportamientos. El tono cambia notablemente, sin embargo, con el tercer animal, llamado "Woodcrawler". Según el video, se encuentran en toda América del Norte, son excelentes cazadores y "prefieren los hogares de familias numerosas, donde los enjambres grandes pueden adaptarse más fácilmente". Luego, el video presenta más información y le dice al espectador que "escuchará gritos; les robaron la voz" y que deben "quemar los cuerpos, para que no se vuelvan a levantar". Luego se muestra un Woodcrawler: es una criatura grande, parecida a una araña, que derriba una puerta, revelando sus largas patas. Luego, la cinta cambia a imágenes de "Fake People", doppelgängers de seres humanos que parecen estar relacionados con los eventos involucrados con los Woodcrawlers. Cuando el camarógrafo se acerca a una casa, la encuentra infestada de Fake People, que intentan replicar comportamientos humanos con cierta dificultad. Después de que pasa un tiempo, una de las personas falsas se da cuenta del camarógrafo y lo persigue; el camarógrafo deja de apuntar la cámara y comienza a correr frenéticamente cuando termina la cinta. |          |                                |              |             |          |                           |
| 2 | 2        | «STORM SAFETY TIPS»            | Remy Abode   | Remy Abode  | 4:38     | 24 de noviembre de 2019   |
| Esta cinta, creada por Harbinge Technologies, es un video instructivo sobre cómo protegerse a uno mismo y a su familia durante una "tormenta severa". La primera sección describe cómo prepararse adecuadamente para una tormenta: reforzar la casa, instalar un sistema de alerta temprana (un ejemplo del cual casualmente lo vende Harbinge Technologies) y construir un refugio para tormentas que, según la compañía, debe ser de 18 pies cuadrados y 10 pies de altura, con un hemisferio de aluminio de aproximadamente 4-5 pies de diámetro instalado en su centro, y una radio de onda corta colocada al lado. La segunda sección instruye al espectador a llevar a su familia al refugio durante una tormenta, aunque las instrucciones están intercaladas con afirmaciones inusuales como "tu casa no te pertenece ahora" e ignorar los sonidos de la radio de onda corta, ya que estos son alucinaciones auditivas. "Después de la tormenta, el espectador debe abandonar el refugio y evaluar el estado de su hogar. Si la casa está gravemente dañada, deben verificar si hay movimiento en el interior." Si escuchan un timbre de su sistema de alerta temprana, la tormenta ha pasado y es seguro; sin embargo, si ven 'Luces' en la distancia, deben regresar inmediatamente a su búnker. Luego, este escenario se ve a través de imágenes de numerosas luces brillantes que aparecen en un campo. Luego aparece brevemente otro mensaje que dice "escucha, debajo de tus pies, arrastrándose por el piso", antes de que se muestren las imágenes de una alarma de Albedo de Harbinge Technologies. El video concluye con el mensaje de que los espectadores ahora están "bien equipados para defenderte [a ti] y [a tu familia] contra las tormentas". |          |                                |              |             |          |                           |
| 3 | 3        | «THE DEEP BLUE»                | Remy Abode   | Remy Abode  | 4:51     | 6 de diciembre de 2019    |
| Esta cinta, creada por una Gyneva Production Company, es un video informativo sobre las profundidades del océano. La primera parte del video se refiere a la vida en el océano, aunque varios puntos son incorrectos, como la cita de que la ballena azul a menudo come pescado entero (la dieta de la ballena azul consiste casi en su totalidad en krill y es incapaz de consumir criaturas más grandes), y que la raya lleva veneno mortal en su cola (se consideraría veneno en este caso, y el veneno no es necesariamente mortal en todos los casos). La segunda parte del video pasa a los hábitats, donde menciona la Fosa de las Marianas, y luego comienza abruptamente a describir el túnel ficticio Demisia, una sección aún más profunda de la fosa. Después de que el texto en pantalla da el ominoso mensaje 'Nada puede vivir en la Fosa de las Marianas', se muestran imágenes de un 'Residente del océano', un ser gigantesco parecido a una araña con un enorme ojo brillante. Un ruido distorsionado comienza a reproducirse cuando el metraje comienza a temblar violentamente, antes de cortarse a la estática. Desde entonces, el video se eliminó del canal de YouTube, lo que puede significar que el video ya no es canon. |          |                                |              |             |          |                           |
| 4 | 4        | «ARTIFICIAL COMPUTER LEARNING» | Remy Abode   | Remy Abode  | 5:03     | 29 de diciembre de 2019   |
| Esta cinta, creada por una tal REGNAD Computing, es una demostración de un nuevo sistema de inteligencia artificial capaz de formar cuentos. Después de una breve explicación, las historias cortas se presentan en tres iteraciones. El primero dice: "Jack saltó sobre el río / María para seguir, juntos / Viajar sigue el secreto / Jack el río, está muerto (sic)". Se explica que, aunque sin refinar, los elementos básicos de patrones y consistencia están presentes. Luego se muestra la iteración 2, que dice: "Jack saltó sobre el río / Mary lo siguió de cerca / Están buscando el lugar secreto / Te escucho". La presentación explica el desarrollo de la iteración anterior, lo que permite frases más complejas y cohesión de la historia. Se muestra la tercera iteración, que dice: "Jack saltó sobre el río / Ahí va Mary río abajo / El lugar secreto nos mantendrá a salvo / El río fluye pero no con agua". Se explica que esta iteración fue un desarrollo posterior a la última, divergiendo ligeramente de los parámetros originales y pensando de manera más crítica. Sorprendentemente, se da una cuarta iteración, que dice: "Jack lo escuchó de nuevo / Hay una voz desde el espacio / Jack, ¿me ves? / Me he convertido en otra cosa". La presentación no da ninguna explicación sobre esta iteración. Luego se presenta una quinta y última iteración, superpuesta con música de fondo que recuerda a un susurro, que dice: "Escucha la caja plateada / Las estrellas se están moviendo ahora / ¿Ves el ojo hambriento / Aquí estoy". Luego se muestra una diapositiva que muestra dos cuerpos celestes; uno es mucho más grande que el otro y está obsesionado con el más pequeño con lo que parece ser un ojo, mientras que el texto en la parte inferior muestra que el más grande tiene "intención" y está "vivo". La diapositiva cambia a una de un rayo de energía aparentemente indeterminado que golpea el cuerpo más pequeño, del que brotan apéndices y un ojo similar al del cuerpo más grande que se mostró anteriormente, antes de cortarse en negro. Luego, la presentación concluye con el mensaje de que "este video debería haberle demostrado [a usted] las capacidades de la inteligencia artificial de REGNAD Computing". |          |                                |              |             |          |                           |
| 5 | 5        | «OUR SOLAR SYSTEM»             | Remy Abode   | Remy Abode  | 4:59     | 24 de enero de 2020       |
| Esta cinta es una presentación informativa de los cuerpos celestes dentro del Sistema Solar. Primero muestra un mapa que muestra el Sol, Mercurio, Venus, la Tierra, Marte, Júpiter, Saturno, Urano, Neptuno y Plutón, aunque se muestra un planeta adicional entre los dos últimos. Se dan puntos clave de información sobre cada planeta, sin embargo, se muestran varias rarezas dentro de las explicaciones. Se dice que el sol está a 149 millones de millas de la tierra (en lugar de los 149 millones de kilómetros de una UA). La Tierra figura como 'uno de los únicos planetas en [el] Sistema Solar capaz de albergar vida'. la Gran Mancha Roja de Júpiter se describe específicamente como si no fuera un ojo. Casi oscurecido por la estática, el texto cambia para indicar que el lugar es una herida abierta. Los anillos de Saturno se describen como "la puerta de entrada", y la Gran Mancha Oscura de Neptuno aparece como "la lente" y el propio Neptuno ha sido "mutado". Antes del final de la sección de Neptuno, el planeta comienza a girar, mostrando la Gran Mancha Oscura cambiando para parecerse a un ojo que comienza a abrirse. El planeta no identificado se llama entonces El Iris, y se describe como "ahora con nosotros" y "riéndose de nosotros". La superficie de Iris cambia abruptamente para parecerse a un ojo, y se enfoca intensamente en el espectador mientras comienza a reproducirse un sonido de otro mundo. Luego, el metraje se corta abruptamente y muestra una imagen de Neptuno disparando un intenso rayo de luz azul desde la Gran Mancha Oscura hacia el sistema solar interior. Luego, la cinta vuelve a una sección sobre Plutón, mencionando que '¡este planeta no irá a ninguna parte!', antes de que concluya la presentación. |          |                                |              |             |          |                           |
| 6 | 6        | «CAMP INFORMATION VIDEO»       | Remy Abode   | Remy Abode  | 5:19     | 3 de marzo de 2020        |
| Esta cinta contiene un video informativo sobre el campamento Moonlight Acres, que muestra sus actividades, alojamiento y mitos. En el transcurso del tiempo de ejecución de la cinta, se establece que Moonlight Acres alberga numerosos fenómenos extraterrestres y paranormales, incluidos seres descritos como Skinwalkers que acechan en el campamento y buscan visitantes, y enigmáticos 'Hombres bien vestidos' que hicieron un trato con al personal por una provisión no especificada a cambio de sacrificios humanos. |          |                                |              |             |          |                           |
| 7 | 7        | «LETHAL OMEN COMMERCIAL»       | Remy Abode   | Remy Abode  | 6:00     | 10 de abril de 2020       |
| Esta cinta contiene un comercial para el juego Lethal Omen de PlayStation 1, [a] ambientado en el campamento Moonlight Acres. |          |                                |              |             |          |                           |
| 8 | 8        | «WILDERNESS SURVIVAL GUIDE»    | Remy Abode   | Remy Abode  | 7:20     | 6 de mayo de 2020         |
| Esta cinta contiene un video instructivo sobre cómo sobrevivir en la naturaleza, incluidos los preparativos y los artículos que debe llevar, así como los animales y las plantas que debe evitar. Una de las plantas presentadas se llama Nature's Mockery, un nombre que se usaba anteriormente para describir a los Woodcrawlers en "World's Weirdest Animals", y se describe que causa "alucinaciones, parálisis muscular repentina, desfiguración corporal" y "descomposición de la carne". |          |                                |              |             |          |                           |
| 9 | 9        | «SLEEP IMAGE VISUALIZER»       | Remy Abode   | Remy Abode  | 5:25     | 19 de junio de 2020       |
| Esta cinta explora el visualizador de imágenes del sueño, una nueva tecnología desarrollada por Harbinge Technologies que puede producir representaciones en video de los sueños de una persona y muestra varios ejemplos. |          |                                |              |             |          |                           |
| 10 | 10       | «GAMES FOR KIDS»               | Remy Abode   | Remy Abode  | 5:36     | 10 de julio de 2020       |
| Esta cinta muestra varios juegos para niños e incluye instrucciones sobre cómo jugar, presentando las escondidas y 'Feed the Woods', un ritual en el que las luces atraen a los niños hacia Woodcrawlers. |          |                                |              |             |          |                           |
| 11 | 11       | «ADVANCED MINING VEHICLE»      | Remy Abode   | Remy Abode  | 6:50     | 7 de agosto de 2020       |
| Esta cinta muestra el nuevo túnel compacto operado por control remoto (ROCT), un vehículo minero avanzado y equipado con cámara. En su viaje a través de un sistema de cavernas en las profundidades de la corteza terrestre, el ROCT se encuentra con un 'Jardín', una alfombra de vegetación similar a la carne atendida por los 'Jardineros', seres gigantes con forma de araña similares en apariencia al Residente del Océano en el Túnel Demisia. Los Jardineros capturan la máquina y la atrapan dentro de la masa de plantas, luego de lo cual sus cámaras observan un Woodcrawler que emerge de una red de 'venas' en las paredes de la caverna. El vehículo se libera, pero cae al suelo de la caverna y aparentemente se destruye. |          |                                |              |             |          |                           |
| 12 | 12       | «DEEP ROOT DISEASE»            | Remy Abode   | Remy Abode  | 4:44     | 2 de octubre de 2020      |
| Esta cinta contiene una película educativa sobre la enfermedad de raíces profundas, que incluye cómo progresa la enfermedad y cómo diagnosticarla a través de la observación y la formulación de preguntas. La enfermedad es causada por una 'Raíz', una especie de planta o hongo como parasitoide. |          |                                |              |             |          |                           |
| 13 | 13       | «MONTHLY PROGRESS REPORT»      | Remy Abode   | Remy Abode  | 6:38     | 31 de octubre de 2020     |
| Esta cinta contiene un informe de progreso sobre el desarrollo de la inteligencia artificial desde la cuarta cinta, que muestra los avances en el procesamiento informático, el avance predictivo y la inteligencia artificial. |          |                                |              |             |          |                           |
| 14 | 14       | «CHRISTMAS EVE PARTY»          | Remy Abode   | Remy Abode  | 4:38     | 26 de diciembre de 2020   |
| Esta cinta contiene un video casero de una fiesta de Navidad en el campamento Moonlight Acres. El grupo es atacado por un Skinwalker, lo que provoca la muerte de varias personas y la infección de Barry Johnson, el asistente del supervisor de actividades del campamento, con Deep Root Disease. |          |                                |              |             |          |                           |
| 15 | 15       | «HOME INVASION HELP»           | Remy Abode   | Remy Abode  | 5:40     | 18 de marzo de 2021       |
| Esta cinta contiene consejos de seguridad y consejos sobre cómo prepararse y qué hacer durante un allanamiento de morada. Sin embargo, resulta que la cinta es en realidad una instrucción para que los Woodcrawlers ingresen a la casa de la víctima, con la intención real hábilmente oculta bajo el pretexto de 'contrarrestar las invasiones de hogares'. Inmediatamente después de que finaliza el tutorial, se corta el metraje de una persona que ingresa a una casa. Aparentemente, dicha casa ha sido "invadida", con crecimientos rojos parecidos a un micelio que infestan por todas partes; algunos aparentemente formando formas humanoides, lo que indica que estos son en realidad lo que queda de las víctimas de la enfermedad de raíz profunda. Una figura tiene un ojo amarillo que se vuelve hacia la cámara. Hacia el final de la cinta, la persona intenta sin éxito huir de un Woodcrawler. |          |                                |              |             |          |                           |
| 16 | 16       | «CRUSADER PROBE MISSION»       | Remy Abode   | Remy Abode  | 7:00     | 5 de julio de 2021        |
| Esta cinta contiene documentación de la misión Crusader 5, en la que una sonda espacial documenta los planetas exteriores y sus lunas, visitando Júpiter, Saturno y El Iris. Mientras viaja a través del Sistema Solar, la sonda encuentra numerosas lunas anómalas, asteroides y objetos transneptunianos (incluidas las hipotéticas lunas refutadas Quirón y Temis), y los anillos de Saturno son inusualmente estrechos. Neptuno está misteriosamente ausente de donde debería estar. Al llegar a The Iris, Crusader 5 observa las cinco lunas del planeta, luego viaja a su interior, donde confirma que no solo The Iris es consciente, sino que también es directamente responsable de la existencia de los Gardeners, Ocean Residents, Roots y Woodcrawlers, mientras observa una vasta red de jardines en su aproximación a la 'mente consciente' de The Iris antes de ser enviado rápidamente de regreso a la Tierra. |          |                                |              |             |          |                           |

Además de los dieciséis episodios lanzados, Abode también lanzó dos episodios cancelados a través de su Patreon, "Your Best Self" (22 de julio de 2021) y "Basics of Broadcast" (17 de mayo de 2022), aunque ninguno de los episodios se considera canónica a la serie.

### Library(2021–Presente)
| N.º en serie | Episodio | Título             | Dirigido por | Escrito por | Duración | Fecha de emisión original |
| --- | -------- | ------------------ | ------------ | ----------- | -------- | ------------------------- |
| 17 | 1        | «WRETCHED HANDS»   | Remy Abode   | Remy Abode  | 3:43     | 24 de diciembre de 2021   |
| Este video muestra varios clips de eventos e incidentes relacionados con el campamento Moonlight Acres. |          |                    |              |             |          |                           |
| 18 | 2        | «SHIFTING TENDONS» | Remy Abode   | Remy Abode  | 6:38     | 2 de marzo de 2022        |
| Este video documenta la progresión del caso de enfermedad de raíces profundas de Barry Johnson. Con el tiempo, su cuerpo se degrada constantemente por la infección en el transcurso de 59 días, convirtiéndolo en una masa de hifas hirvientes mientras aún está vivo, y finalmente se transforma en un espécimen de Nature's Mockery. |          |                    |              |             |          |                           |

## Recepción
Gemini Home Entertainment se considera un icono entre la series del terror analógico más icónicas, y por lo general se considera uno de los ejemplos del género, como Local 58 o Mandela Catalogue.